# Хэдлунд, Микаэль
Микаэль Хэдлунд (швед. Mikael Hedlund; род. 1976) — бас-гитарист группы Hypocrisy.
В 1992 году был приглашен Петером Тэгтгреном в Hypocrisy.
Отличается своим стилем игры.
Также, наряду с Петером Тэгтгреном и Ларсом Сёке, играл в проекте The Abyss.

## Дискография

### Демо
- Rest in Pain '92 (1992)

### Полноформатные альбомы
- Penetralia (1992)
- Osculum Obscenum (1993)
- The Fourth Dimension (1994)
- The Other Side (The Abyss) (1995)
- Summon The Beast (The Abyss) (1996)
- Abducted (1996)
- The Final Chapter (1997)
- Hypocrisy (1999)
- Into the Abyss (2000)
- Catch 22 (2002)
- The Arrival (2004)
- Virus (2005)
- Catch 22 (V2.0.08) (2008)
- A Taste of Extreme Divinity (2009)
- End of Disclosure (2013)
- Worship (2021)

### Мини-альбомы
- Pleasure of Molestation (1993)
- Inferior Devoties (1994)
- Maximum Abduction (1997)
- Virus Radio EP (2005)

### Сборники
- 10 Years of Chaos And Confusion (2001)